# Citrinophila limbata
Citrinophila limbata är en fjärilsart som beskrevs av Kirby 1887. Citrinophila limbata ingår i släktet Citrinophila och familjen juvelvingar. Inga underarter finns listade i Catalogue of Life.